# Тугайный воробей
Тугайный воробей (лат. Passer pyrrhonotus) — вид птиц из семейства воробьиных, обитающий вдоль долины реки Инд в Южной Азии. Он похож на домового воробья, но чуть меньше размером и имеет отличительные черты оперения. Так же, как у домового воробья, у самца более яркое оперение, чем у самки и молодых птиц этого вида.

## Описание
Тугайный воробей похож на домового воробья, однако немного меньше его, 13 см в длину, в то время как обычный южноазиатский подвид домашнего воробья Passer domesticus indicus имеет длину 15 см. Размах крыльев у тугайного воробья колеблется от 6,2 до 7,0 см, размер хвоста от 4,7 до 5,7 см, размер голени 1,6—1,9 см.
У самца серая макушка и затылок, а также рыжая нижняя часть спины и круп. У размножающегося самца короткая и узкая чёрная грудь и широкая каштановая полоса на глазах. У самки макушка и щека темнее и серее, чем у самки домового воробья, плечо тёмно-каштанового цвета. Клюв чёрный у размножающихся самцов и бледно-коричневый у неразмножающихся самцов и самок. Длина клюва 1,1—1,3 см.
Кроющие перья надхвостья у самца серые. Хвост серо-коричневый с тонкой светло-охристо-коричневой каймой. Средние кроющие чёрные с белым кончиком; большие кроющие чёрные или черновато-коричневые, с широкой каймой теплого коричневого или каштанового цвета и бледно-желтовато-коричневым кончиком. Крылышко тёмно-серое или чёрное; первичные кроющие такого же цвета с бледными охристо-коричневыми краями. Маховые перья черноватые. Горло и шея белые; грудь серая или бледно-сероватая, остальное оперение нижней части тела с серым оттенком или серовато-охристое, подхвостье беловатое. Ноги желтовато-коричневые.
Самка тугайного воробья отличается от самки домового немного более серым окрасом головы, бледно-кремово-охристой полосой, проходящей от глаз к затылку. Нижняя часть спины у неё бледные, охристо-коричневые, подбородок и горло белые или беловатые. Только что вылупившиеся птенцы голые. Молодые птицы похожи на взрослых самок.
Щебетание тугайного воробья более мягкое и высокое и менее резкое, чем у домового воробья.

## Таксономия и систематика

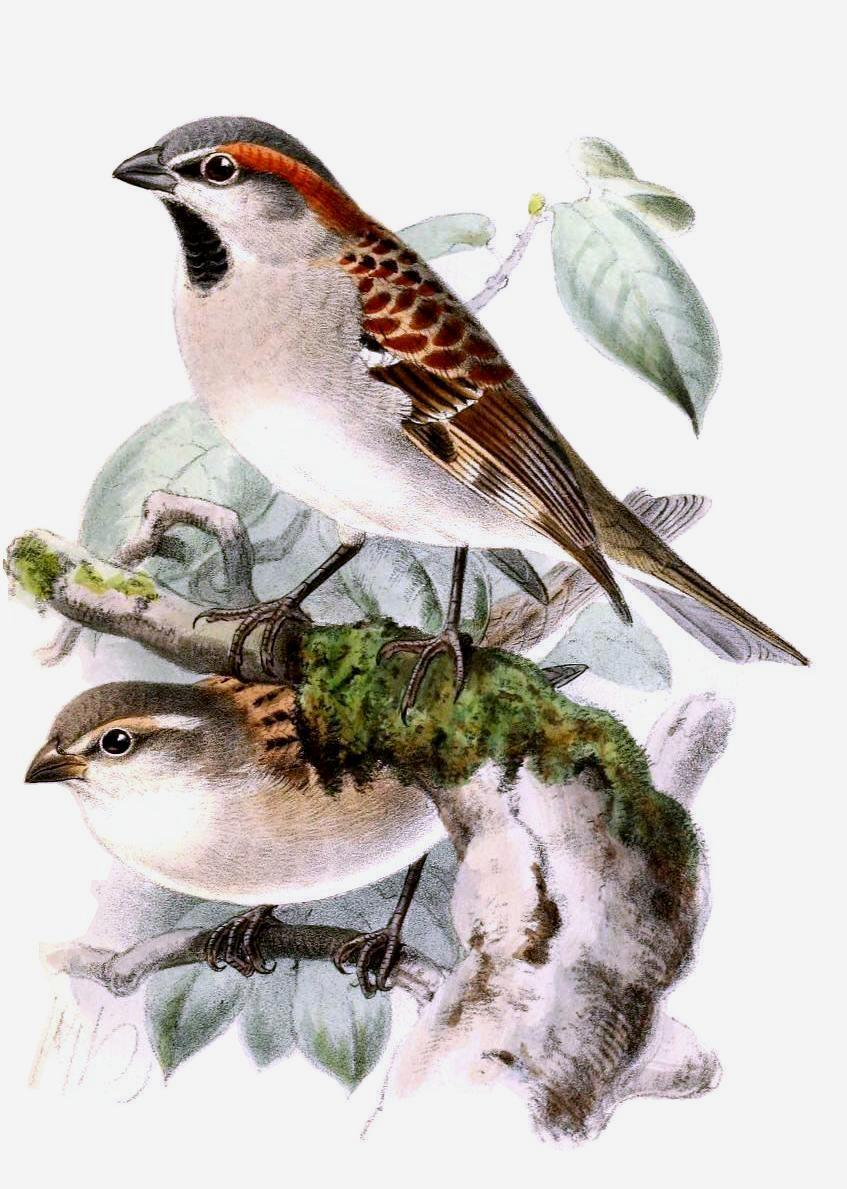
Иллюстрация самца и самки тугайного воробья, Йоханнес Герард Кёлеманс, 1888

Тугайный воробей был впервые официально описан английским зоологом Эдвардом Блитом по образцу, собранному Александром Бёрнсом в Бахавалпуре примерно в 1840 году. Описание Блита было опубликовано в выпуске «Journal of the Asiatic Society», издающимся Азиатским обществом с 1788 года. Хотя выпуск был датирован 1844 годом, он был опубликован только в 1845 году. В выпуске Блит неправильно описал крестцовые перья, назвав их тёмно-бордовыми. Вероятно, из-за сходства с домовым воробьём тугайный воробей не был зарегистрирован до 1880 года. В 1880 году вид был повторно открыт Скроупом Бердмором Дойгом. Эрнст Хартет считал тугайного воробья подвидом (Passer domesticus pyrrhonotus) домового воробья в своей книге «Die Vögel der paläarktishen Fauna», но Дойг и Клод Тайсхерст обнаружили, что домовой воробей и тугайный воробей размножаются на одних и тех же территориях без скрещивания друг с другом.
Международный союз орнитологов не выделяет подвидов тугайного воробья.
Видовое название лат. pyrrhonotus образовано от греческих pyrrhus — красный и nōton — спина.

## Распространение и среда обитания

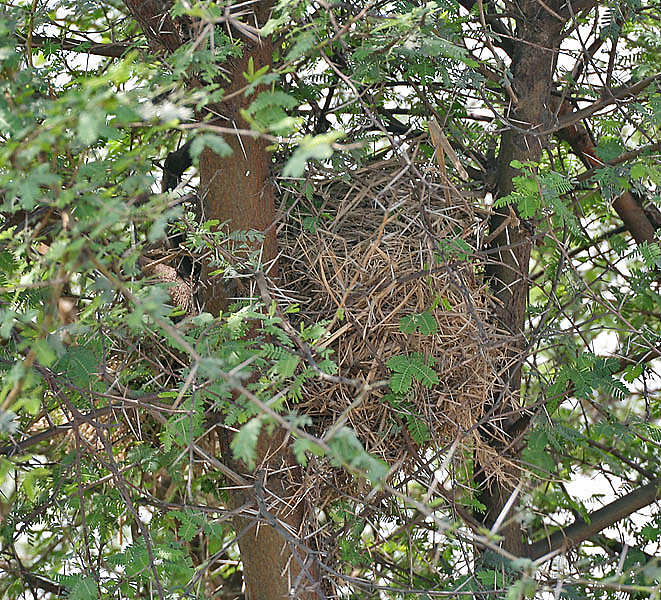
Гнездо тугайного воробья в национальном парке Султанпу, Индия

В основном тугайный воробей встречается в долине Инда в Пакистане и на равнине Пенджаб. Ареал вида простирается от дельты Инда на север до реки Кабул и на восток до Дели. Также он локально гнездится в некоторых частях западной пакистанской провинции Белуджистан и несколько раз был зарегистрирован в юго-восточном Иране. Тугайный воробей довольно распространён в своём ограниченном ареале, поэтому он оценивается как «Вид, вызывающий наименьшие опасения» в Красной книге МСОП.
Зимой тугайный воробей мигрирует на небольшие расстояния. В основном он размножается в зарослях акации и гребенщика, а также в высокой траве, вблизи рек или других заболоченных мест. Строительство и расширение оросительных каналов увеличили среду обитания вида, расширив его ареал до поймы Джамны и некоторых частей Раджастхана, Индия.

## Поведение
Встречаются небольшими стаями до 20 птиц, часто вместе с домовыми воробьями кормятся вблизи человеческого жилья. Питаются семенами трав и мелких сорняков (среди часто поедаемых фигурирует Polygonum plebeja), а также насекомыми и гусеницами. Гнездо строят на высоких деревьях в зарослях кустарников или тамариска, обычно рядом с водой, на выстое от 1,5 до 10 м. Диаметр составляет от 90 до 180 мм. В постройке гнезда и насиживании принимают оба родителя. Гнездование раньше начинается у южных птиц. В кладке от 3 до 5 яиц.

## Паразиты
В полости тела тугайного воробья паразитирует нематода Diplotriaena monticola.